# Ванчо Николески (награда)
„Ванчо Николески“ (на македонска литературна норма: Ванчо Николески) е годишна литературна награда, присъждана от Дружеството на писателите на Македония за най-добра книга в областта на книгите за деца на писатели от Република Северна Македония, издадена през предходната година.

## История
Наградата е учредена от Дружеството на писателите на Македония. Носи името на един от видните северномакедонски писатели. на литература за деца – Ванчо Николески.
По традиция се присъжда заедно с останалите четири награди на Дружеството на писателите на Македония на 13 февруари всяка година в деня на основаването на дружеството през 1947 г.

## Носители на наградата
- 2010 – Тоде Илиевски, за „Липов чај“[2]
- 2013 – Александър Куюнджиски, за „И строфите растат“[3]
- 2016 – Велко Неделковски, за „Златко-Златец“[3]
- 2017 – Васил Мукаетов, за „Скокни, прескокни“[4]
- 2018 – Трайче Кацаров, за „Не паркирај, гаража“[5]
- 2019 – Зоран Пейковски, за „Мали детски разговори“[6]
- 2020 – Биляна Цървенковска, „Приказни за добра ноќ на мама Ана“[7]
- 2021 - Венко Андоновски, „Имаш пчела на носот: роман за њутајмер и олдтајмер тинејџери“[8]
- 2022 - Ели Маказлиева, „Чудесен дар во годишен календар“[9]